# Floor tom

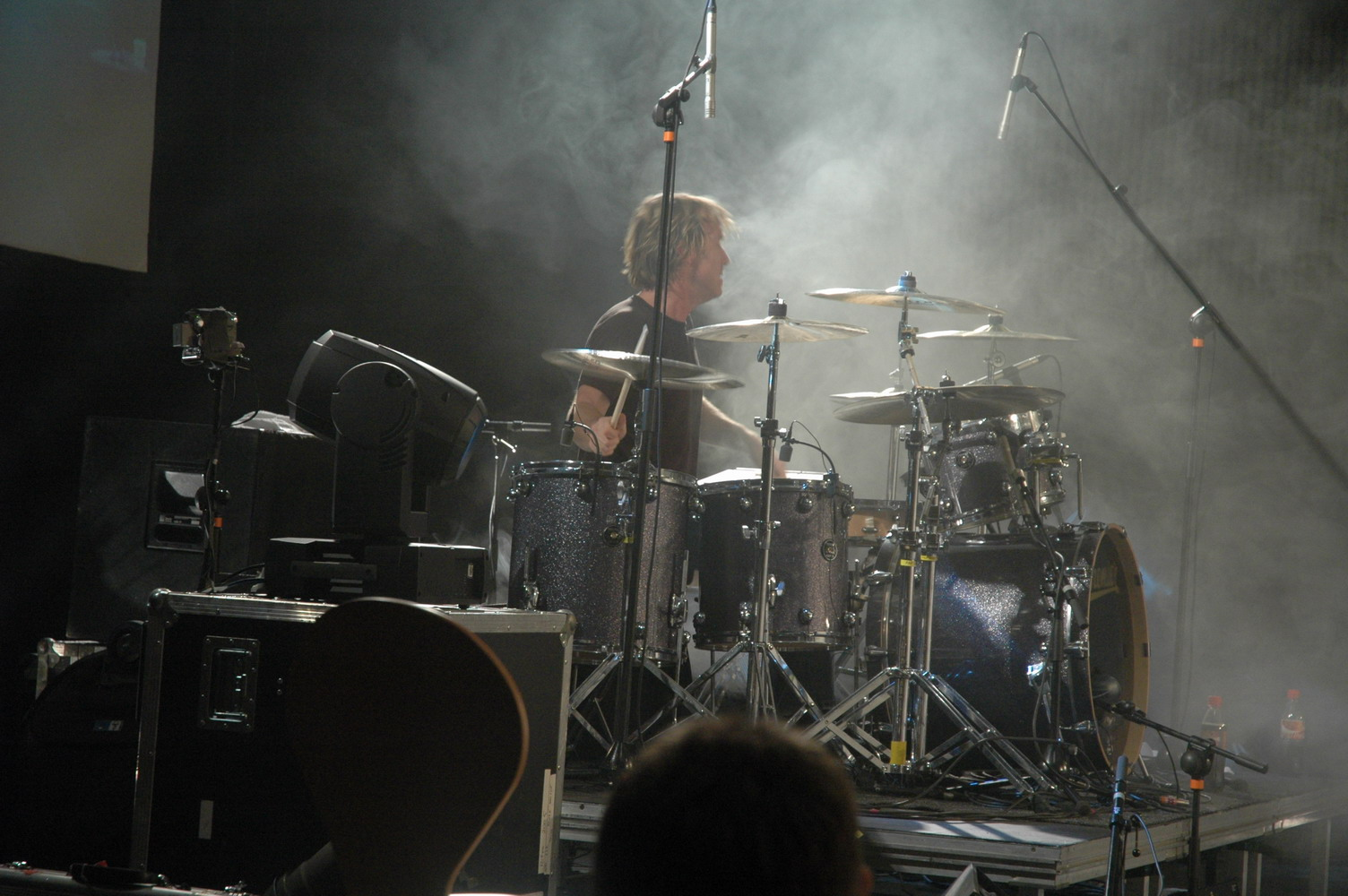
Paul Simmons dei Petra con floor tom 14x14 e 16x16

Il termine floor tom (letteralmente "tom da pavimento"), spesso erroneamente usato come sinonimo di timpano, indica in inglese un tipo di tom-tom a doppia testa che, di solito, viene collocato sul pavimento per mezzo di tre gambe. 
Il floor tom, tuttavia, può anche essere fissato a un supporto per piatti con un rack per batteria, o supportato per mezzo di un rim mount sul bordo inferiore. È un tamburo cilindrico senza fili del rullante, tendente a produrre un suono rimbombante e risonante che può variare di tono.

## Lo strumento

### Dimensioni
I floor tom sono tamburi accordati più bassi, suonati con le bacchette su una normale batteria.
Le dimensioni comuni sono:
- 16x16, cioè 16 pollici (41 cm) sia in profondità che in diametro. Questa era la dimensione originale e, tuttora, è la più comune;
- 14 pollici (36 cm) x 14 per kit jazz e fusion, è molto occasionalmente anche con un 16x16;
- 18x16, cioè 18 pollici (46 cm) di diametro e 16 di profondità, la dimensione più comune per un tom da secondo piano, usato con un 16x16;
- 16x18, misura rara per un tom da secondo piano, a volte usata anch'essa con un 16x16.

### Montatura
I floor tom possono essere montati:
- in maniera tradizionale, con gambe regolabili;
- su tre gambe, ma collegate ad esse per mezzo di un rim mount inferiore, l'originale rim mount del floor tom;
- attaccato a un rack per batteria o un supporto per piatti (molto resistente) mediante un supporto sul bordo superiore o inferiore;
- attaccato a un rack per batteria o a un supporto per piatti, tramite un supporto per tom standard, sospeso su un fusto della batteria; questo metodo è, generalmente, limitato ai floor tom più piccoli 14x14.

### Utilizzo
Il floor tom fu reso famoso da Gene Krupa negli anni cinquanta, utilizzando un 16x16. È anche usato come una piccola grancassa da alcuni batteristi (principalmente jazz). In tal caso, è montato orizzontalmente su un sistema a cremagliera appositamente progettato. Più recentemente, aziende come Pearl sono uscite con "set di conversione da floor tom a grancassa". Questi consistono, comunemente, in aste di forma strategica con cui si possono sostituire le gambe del floor tom per tenerlo in piedi orizzontalmente. Con questo metodo, è abbastanza comune che un batterista ottenga cerchi per grancassa di dimensioni adeguate per completare il processo di conversione.
I floor tom vengono usati anche nelle parate musicali, spesso trasportati e poi sollevati e colpiti per aggiungere effetto. Nella musica sudamericana, possono essere usati in sostituzione del surdo (in samba e bossa nova) o del bombo legüero (nella musica andina). Questi tamburi si trovano anche nella batteria di un'orchestra jazz.